# Evangelisch-lutherische Kirche Kretinga

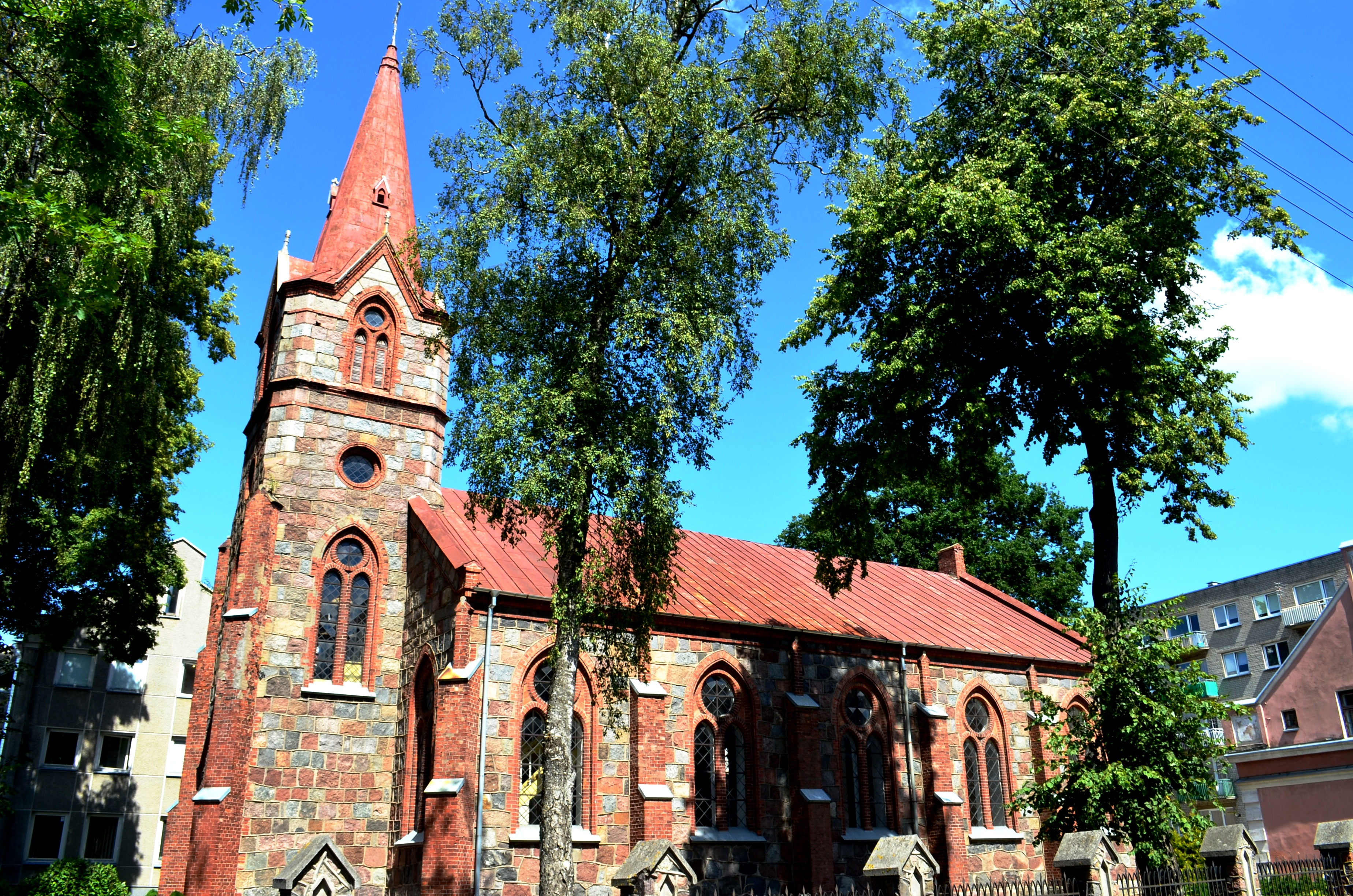
Evangelisch-lutherische Kirche in Kretinga

Die Evangelisch-lutherische Kirche ist ein neugotisches Kirchengebäude in Kretinga in Litauen. Es wurde 1895 bis 1899 gebaut und gehört zur Evangelisch-Lutherischen Kirche in Litauen. Es steht am Rathausplatz.

## Geschichte
Der Ort Kretinga gehörte zu Litauen und damit seit 1795 zum Russischen Reich. Am Rand des Ortes verlief die Grenze zu Ostpreußen (Memelland).
1808 gründete sich in einem Wohnhaus eine lutherische Gemeinde nach einer entsprechenden Genehmigung des Zaren von 1802. Die Gottesdienste fanden zunächst an wechselnden Orten statt, bis 1850 ein Haus zur Kirche umgebaut wurde. 1889 erhielt dieses einen Glockenturm. 1895 brannte das Gebäude ab.
Von 1896 bis 1899 wurde eine neue Kirche im neugotischen Stil errichtet.
Heute gibt es eine sehr kleine evangelische Gemeinde in der Kirche. Es finden regelmäßig Konzerte, oft an der historischen Barockorgel statt.

## Architektur und Ausstattung
Die Kirche ist ein neugotischer Backsteinbau mit Feldsteinen im Außenmauerwerk. Der Turm stammt aus der Bauzeit.
Im Inneren gibt es Holzschnitzereien. Die größte Attraktion ist eine Barockorgel von 1785, die Johann Preuß aus Königsberg gebaut hatte. Diese war aus der Kirche in Werden 1898 hierher umgesetzt worden und ist das einzige erhaltene Werk dieses berühmten Orgelbauers.